# Scarlet Knight
| Årets häst        |                 |                   |
| 2000              | 2001            | 2002              |
| Victory Tilly     | Scarlet Knight  | Victory Tilly     |
| Stig H. Johansson | Stefan Melander | Stig H. Johansson |

Scarlet Knight, född 21 maj 1998 i Connecticut, är en amerikansk varmblodig travhäst. Han tränades och kördes av sin ägare Stefan Melander. Han importerades till Sverige som 1,5-åring av Melander.
Scarlet Knight tävlade åren 2000–2006 och ansågs under denna period vara en av världens bästa travhästar. Han sprang in 17,7 miljoner kronor på 80 starter varav 44 segrar, 9 andraplatser och 6 tredjeplatser. Han var obesegrad i 15 raka starter mellan november 2000 och april 2002. Han tog karriärens största seger i Hambletonian Stakes (2001), som han vann som den första svensktränade hästen genom tiderna.
Bland hans andra stora segrar räknas Ulf Thoresens Minneslopp (2001), Gran Premio Orsi Mangelli (2001), Sprintermästaren (2002), Eskilstuna Fyraåringstest (2002), Jämtlands Stora Pris (2003) och Gulddivisionens final (juni 2003, okt 2004). Han kom även på andraplats i Konung Gustaf V:s Pokal (2002) och Prix de Cornulier (2005) samt på tredjeplats i Elitloppet (2002, 2003).
Han är sedan 2019 invald i Travsportens Hall of Fame.

## Karriär
Scarlet Knight köptes i november 1999 av Stefan Melander på en hästauktion i USA för 17 000 dollar. Efter köpet importerade Melander honom till sin träning utanför Enköping i Sverige. Scarlet Knight började sedan tävla som tvååring. Han gick ett första kvallopp den 16 augusti 2000 på hemmabanan Solvalla. Det var sedan planerat att han skulle debutera i ett tvååringslopp den 28 augusti på Solvalla, men inför starten drabbades han av en knäledsinflammation och ströks därför från loppet. Han gjorde istället sin tävlingsdebut den 20 september på Solvalla, där han kom på åttondeplats. Därefter följde en andraplats och en start där han blev oplacerad efter att ha galopperat i loppet.
I karriärens fjärde start den 10 november på Solvalla, där han startade med 20 meters tillägg över distansen 1640 meter, kom karriärens första segern. Segern blev inledningen av ett 15 starter långt segertåg. Han var obesegrad fram till den 4 maj 2002 då han kom på andraplats bakom stallkamraten Gigant Neo i Konung Gustaf V:s Pokal på Åbytravet. Under perioden med de 15 raka segrarna gick han rakt upp i världseliten som unghäst. Han segrade under säsongen 2001 i stora lopp som Ulf Thoresens Minneslopp och i Italiens största treåringslopp Gran Premio Orsi Mangelli. Den allra största segern togs dock den 4 augusti 2001 då han som första svensktränade häst segrade i världens största treåringslopp Hambletonian Stakes på Meadowlands Racetrack.
Som fyraåring säsongen 2002 fortsatte framgångarna och han segrade i stora lopp som Sprintermästaren och Eskilstuna Fyraåringstest. Han deltog även i 2002 års upplaga av Elitloppet på Solvalla, där han vann sitt försökslopp och senare i finalen slutade på tredjeplats bakom Varenne och H.P.Paque. Han har senare under karriären vunnit ytterligare två försök till Elitloppet (i samband med upplagorna 2003 och 2004) och tog ytterligare en tredjeplats i finalen 2003.
Den 23 januari 2005 kom Scarlet Knight på andraplats i världens största montélopp, Prix de Cornulier på Vincennesbanan i Paris. Detta var den dittills bästa placeringen som en svensktränad häst tagit i loppet. Han startade därefter i 2005 års upplaga av Prix d'Amérique den 30 januari, där han slutade på sjundeplats. Han kördes för första gången av Björn Goop (en av få starter där Melander inte körde hästen själv). Den 12 februari skulle han ha startat i Prix de Paris, men ströks från loppet efter att ha haltat i uppvärmningen. Det visade sig att han fått en skada på vänster framben. I mars 2005 meddelade ägare och tränare Melander att Scarlet Knight troligen slutar att tävla. Under slutet av säsongen gjorde han sedan en kortare comeback, där Melander lät Stig H. Johansson köra honom. Han gjorde därefter karriärens sista start i februari 2006.
År 2019 valdes han in i Travsportens Hall of Fame.

## Avelskarriär
Efter tävlingskarriären har han varit avelshingst. Han har i aveln lämnat efter sig stjärnhästar som Iceland (2004), Kadett C.D. (2007), Friction (2007), Air Frame (2010), Al Dente (2011), Angle of Attack (2012), Nappa Scar (2012), Disco Volante (2013), Candy la Marc (2014) och Belker (2016). Han har tilldelats avelsbedömningen "Elithingst" för sin utomordentliga förärvning.